# 表現主義音楽
表現主義音楽（ひょうげんしゅぎおんがく、英: expressionist music）は、20世紀音楽のムーブメントの一つ。人間の内面性を描く表現主義の影響を受けて、20世紀初頭に登場した。外観を描写するフランスの印象主義音楽へのアンチテーゼとして、ドイツとオーストリアで発展した。その中心はアルノルト・シェーンベルクとその弟子のアルバン・ベルク、アントン・ヴェーベルンの新ウィーン楽派であった。

## 概要
表現主義音楽は、狭義にはシェーンベルクが調性を捨ててから十二音技法を確立するまでの間の音楽、彼の言葉でいう「自由な無調」の時期であり、おおよそ1908年から1921年までである。また広義には同時代の同じ傾向をもった音楽も含む。
1911年ごろより、シェーンベルクは抽象画家のワシリー・カンディンスキーと交流を持つようになった。彼らは芸術は潜在意識（「内面からの必要性」）を表現しなければならないという点で一致していた。この視点はアルバン・ベルクやアントン・ヴェーベルンにも共有された。
その他に表現主義的傾向を持った作曲家にアレクサンドル・スクリャービン、バルトーク・ベーラ、パウル・ヒンデミット、エルンスト・クルシェネクらがいる。

## 特徴
表現主義音楽の特徴として、大胆な不協和音の使用、音域の拡張、極端な強弱法の使用、自由なリズム、不安定なメロディライン、シュプレヒゲザングなどがあげられる。